# Joan Koudelka
Joan Mary Koudelka  (de soltera Wilshere, en inglés: [ˈdʒoʊən ˈmɛri ˈwɪlʃər]; nacida el 14 de marzo de 1948) es una exjugadora de tenis profesional sudafricana.Originalmente compitió bajo su nombre de soltera Joan Wilshere, antes de casarse con el tenista checo Štěpán Koudelka.
Koudelka logró una victoria sobre su compatriota Brenda Kirk para alcanzar la segunda ronda del Campeonato de Wimbledon de 1969. Se clasificó para el cuadro principal del French Open en 1971 y fue derrotada en la primera ronda por Evonne Goolagong, quien ganó el título.